# Lamarche-sur-Saône
Pour les articles homonymes, voir Lamarche.
Lamarche-sur-Saône est une commune française située dans le canton d'Auxonne du département de la Côte-d'Or, en région Bourgogne-Franche-Comté.

## Géographie

### Topographie
Lamarche est une commune située à 200 m d'altitude moyenne, sur le fossé tectonique bressan de la plaine de Saône.

### Hydrographie
La Bèze se jette dans la Saône à la limite du faubourg de la Marchotte et du bois de la Vervotte.
Lamarche compte aussi cinq étangs (Neuf, du Milieu, du Fourneau, Basset et Jobaut), et de nombreux biefs et ruisseaux.

### Géologie
Les sols de Lamarche sont sablo-argileux.

### Climat
Pour des articles plus généraux, voir Climat de la Bourgogne-Franche-Comté et Climat de la Côte-d'Or.
En 2010, le climat de la commune est de type climat océanique dégradé des plaines du Centre et du Nord, selon une étude du Centre national de la recherche scientifique s'appuyant sur une série de données couvrant la période 1971-2000. En 2020, Météo-France publie une typologie des climats de la France métropolitaine dans laquelle la commune est exposée à un climat semi-continental et est dans la région climatique  Bourgogne, vallée de la Saône, caractérisée par un bon ensoleillement (1 900 h/an), un été chaud (18,5 °C), un air sec au printemps et en été et des vents faibles. 
Pour la période 1971-2000, la température annuelle moyenne est de 10,7 °C, avec une amplitude thermique annuelle de 17,6 °C. Le cumul annuel moyen de précipitations est de 881 mm, avec 11,5 jours de précipitations en janvier et 8 jours en juillet. Pour la période 1991-2020, la température moyenne annuelle observée sur la station météorologique de Météo-France la plus proche, « Dole », sur la commune de Dole à 21 km à vol d'oiseau, est de 11,6 °C et le cumul annuel moyen de précipitations est de 1 023,0 mm,. Pour l'avenir, les paramètres climatiques de la commune estimés pour 2050 selon différents scénarios d'émission de gaz à effet de serre sont consultables sur un site dédié publié par Météo-France en novembre 2022.

## Urbanisme

### Typologie
Au 1er janvier 2024, Lamarche-sur-Saône est catégorisée bourg rural, selon la nouvelle grille communale de densité à 7 niveaux définie par l'Insee en 2022.
Elle est située hors unité urbaine. Par ailleurs la commune fait partie de l'aire d'attraction de Dijon, dont elle est une commune de la couronne,. Cette aire, qui regroupe 333 communes, est catégorisée dans les aires de 200 000 à moins de 700 000 habitants,.

### Occupation des sols
L'occupation des sols de la commune, telle qu'elle ressort de la base de données européenne d’occupation biophysique des sols Corine Land Cover (CLC), est marquée par l'importance des forêts et milieux semi-naturels (52,3 % en 2018), une proportion identique à celle de 1990 (52,3 %). La répartition détaillée en 2018 est la suivante : forêts (47,5 %), zones agricoles hétérogènes (22,6 %), terres arables (9,5 %), prairies (8,1 %), milieux à végétation arbustive et/ou herbacée (4,8 %), eaux continentales (3,8 %), zones urbanisées (3,2 %), zones industrielles ou commerciales et réseaux de communication (0,5 %). L'évolution de l’occupation des sols de la commune et de ses infrastructures peut être observée sur les différentes représentations cartographiques du territoire : la carte de Cassini (XVIIIe siècle), la carte d'état-major (1820-1866) et les cartes ou photos aériennes de l'IGN pour la période actuelle (1950 à aujourd'hui).

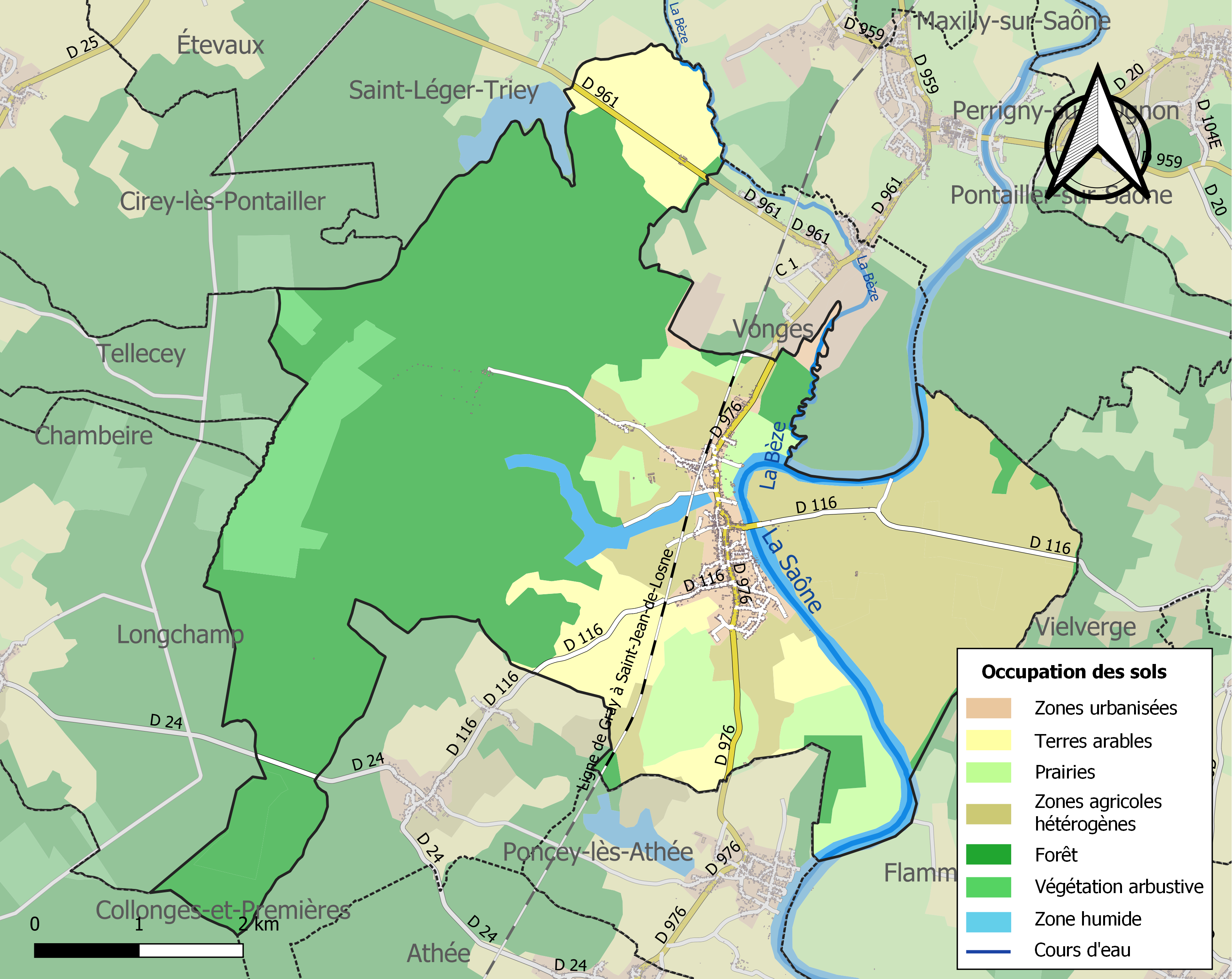
Carte des infrastructures et de l'occupation des sols de la commune en 2018 (CLC).

## Toponymie
Le toponyme Lamarche, jadis orthographié La Marche, provient de son ancienne situation géographique.

En effet, dans le système féodal, une marche, ancêtre carolingien du marquisat, désigne un fief frontalier, ayant pour charge la défense du territoire duquel il dépend contre ses voisins étrangers. Or, Lamarche, située aux confins de la Bourgogne, sous influence française, et de la Franche-Comté, sous influence germanique puis espagnole, occupe ce rôle défensif jusqu'au rattachement définitif de cette dernière à la France, en 1678.
 
Lamarche est par ailleurs, à la même époque, la dernière paroisse du diocèse de Châlon-sur-Saône, et contiguë à celui de Langres.

Dès le milieu du XVIe siècle sont ajoutés les compléments sur Soone, devenus sur Saône, afin d'éviter les confusion avec d'autres Lamarche, notamment celui situé en Bresse, aujourd'hui hameau de Villegaudin, en Saône-et-Loire.

## Histoire

### Origines
Les origines de Lamarche sont méconnues. Néanmoins, la découverte de haches en pierre polie et de couteaux en silex, par le vicomte Raoul Legouz de Saint-Seine, en 1887, laisse supposer une occupation du secteur dès le Néolithique, même s'il semble que ces outils, retrouvés au confluent de la Bèze et de la Saône, aient été transportés jusqu'ici par les crues de ces rivières.

Des fouilles archéologiques antérieures, mettant au jour médailles, tuiles et voie romaine (no 36, Saint-Jean-de-Losne-Mirebeau-sur-Bèze), attestent avec plus de certitude l'occupation de cet espace, à l'époque romaine.

### Seigneurie de Lamarche

#### Composition
Née d'un défrichage opéré au XIIe siècle, Lamarche fait partie de la terre de Pontailler, de laquelle elle s'en détache en 1226, pour former une seigneurie distincte, s'étendant sur le village éponyme, celui de Montarlot, sur le faubourg de La Marchotte, ainsi que sur les hameaux de Mercey, des Verrières, et de Champfort, pour lequel on trouve cependant un seigneur et un château particuliers v. 1610.

La première mention connue du village de Lamarche (Marchia) figure dans un document émanant de l'abbaye d'Auberive, daté de 1197.
 
Les premières occurrences connues aux anciennes dépendances de Lamarche sont plus tardives. En effet, celle à Montarlot (Montallot) figure dans un titre de l'abbaye de Bouilland, daté de 1233, celle à Mercey (Marceium) dans un document de l'abbaye de Tart de 1251, celle à Champfort (Chanfort) dans une archive icaunaise de 1252, celle à La Marchotte (La Marchote), dans un document de la Chambre des comptes de Dijon de 1376, et
celles aux Verrières (Vielle Verrière et Jeunne Verrerie), dans un document du clergé séculier local de 1556, ainsi que sur une carte de Cassini de 1783.

#### Politique et administration
Concernant les affaires laïques, la seigneurie est gérée par un maire et quatre échevins, assistant le seigneur et le prévôt dans leur administration, depuis l'affranchissement de ses habitants, par Simon de La Marche, en 1286.
À plus haut niveau, elle est du ressort de la prévôté et du bailliage d'Auxonne, ainsi que du présidial de Dijon, excepté Champfort qui dépend de la prévôté de Pontailler.
Concernant les affaires religieuses, Lamarche et ses hameaux dépendent du doyenné d'Oscheret et du diocèse de Châlon-sur-Saône, excepté le faubourg de Marchotte qui dépend de la paroisse Saint-Jean de Pontailler, et du diocèse de Langres jusqu'en 1731, puis de celui de Dijon et de Montarlot qui devient, avec son église daint pierre aux liens[Quoi ?] une paroisse indépendante à la fin du XVIIIe siècle.

#### Économie
Riche en bois, en sable, en fer et en eau (étangs, Bèze, Saône), l'économie de la seigneurie s'axe autour de la production de charbon de bois, de verre, de fonte, exportés depuis un petit port établi en bord de Saône, et la pêche.

### Dates notables
| Dates notables relatives à la commune. | |
| 1202                                   | Est fondée la Maison de Saint-Antoine, léproserie, unie à la commanderie de Besançon jusqu'en 1743, puis à celle de Chalon-sur-Saône.          |
| 1226                                   | Lamarche prend son indépendance de la seigneurie de Pontailler.                                                                                |
| v.1270                                 | Le duc Robert II de Bourgogne confirme une concession pour construire un pont sur la Saône.                                                    |
| 1286                                   | Simon de la Marche, affranchit les habitants.                                                                                                  |
| 1395                                   | Le duc Philippe II de Bourgogne autorise les habitants à rétablir et fortifier le pont.                                                        |
| 1431                                   | Un document mentionne le château seigneurial.                                                                                                  |
| 1494                                   | Le chœur de l'église Saint-Barthélemy est édifié en 1494, la nef et le clocher en 1707.                                                        |
| 1479                                   | Le pont est détruit par la guerre puis rétablit en 1499.                                                                                       |
| 1505                                   | est édifiée la chapelle seigneuriale renfermant le mausolée en marbre d'Hélion de Grantson, sire de Lamarche.                                  |
| '                                      | Édification de la chapelle Saint-Jean de La Marchotte.                                                                                         |
| 1574                                   | Trois foires annuelles sont établies à Lamarche (supprimées puis rétablies en 1772) et un marché hebdomadaire le mercredi.                     |
| 1636                                   | Matthias Gallas brûle le village et massacre la population.                                                                                    |
| 1662                                   | Les glaces emportent le pont qui est reconstruit les années suivantes.                                                                         |
| 1663                                   | En 1663, le pont est rétabli, avant d'être endommagé par un bateau en 1670.                                                                    |
| 1727                                   | Les vieilles verrières sont détruites. |
| 1755                                   | Le roi ordonne de couper le pont pour contrer les attaques des troupes de Mandri, fragilisé il est emporté par les glaces de l'année suivante. |
| 1764                                   | Un pont neuf de bois est construit. |
| 1837-1853                              | Les hameaux de Chamfort et de Mercey disparaissent.                                                                                            |
| 1842                                   | Est construite l'école de garçons, puis, l'année suivante, la maison commune.                                                                  |
| 1852-1853                              | Est édifiée la nouvelle église. |
| 1969                                   | Détruit pendant la Seconde Guerre mondiale, le pont est reconstruit.                                                                           |
| 2007                                   | Le pont est rénové. |
| 2019                                   | Le pont est rénové encore une nouvelle fois.                                                                                                   |

## Politique et administration

### Liste des maires
| Période                                  | Période  | Identité           | Étiquette | Qualité  |
| ---------------------------------------- | -------- | ------------------ | --------- | -------- |
| mars 2008                                | En cours | M. Alain Brancourt | PS        | Retraité |
| Les données manquantes sont à compléter. |          |                    |           |          |

## Démographie
L'évolution du nombre d'habitants est connue à travers les recensements de la population effectués dans la commune depuis 1793. Pour les communes de moins de 10 000 habitants, une enquête de recensement portant sur toute la population est réalisée tous les cinq ans, les populations de référence des années intermédiaires étant quant à elles estimées par interpolation ou extrapolation. Pour la commune, le premier recensement exhaustif entrant dans le cadre du nouveau dispositif a été réalisé en 2006.

En 2022, la commune comptait 1 375 habitants, en évolution de +3,62 % par rapport à 2016 (Côte-d'Or : +0,82 %, France hors Mayotte : +2,11 %).
| 1793  | 1800  | 1806  | 1821  | 1831  | 1836  | 1841  | 1846  | 1851  |
| ----- | ----- | ----- | ----- | ----- | ----- | ----- | ----- | ----- |
| 1 044 | 1 158 | 1 010 | 1 030 | 1 148 | 1 122 | 1 169 | 1 236 | 1 281 |

| 1856  | 1861  | 1866  | 1872  | 1876  | 1881  | 1886  | 1891  | 1896  |
| ----- | ----- | ----- | ----- | ----- | ----- | ----- | ----- | ----- |
| 1 282 | 1 317 | 1 274 | 1 258 | 1 384 | 1 348 | 1 374 | 1 424 | 1 384 |

| 1901  | 1906  | 1911  | 1921  | 1926  | 1931  | 1936  | 1946  | 1954  |
| ----- | ----- | ----- | ----- | ----- | ----- | ----- | ----- | ----- |
| 1 229 | 1 234 | 1 307 | 1 346 | 1 438 | 1 393 | 1 461 | 1 374 | 1 370 |

| 1962  | 1968  | 1975  | 1982  | 1990  | 1999  | 2006  | 2011  | 2016  |
| ----- | ----- | ----- | ----- | ----- | ----- | ----- | ----- | ----- |
| 1 324 | 1 206 | 1 130 | 1 256 | 1 223 | 1 201 | 1 202 | 1 282 | 1 327 |

| 2021  | 2022  | - | - | - | - | - | - | - |
| ----- | ----- | - | - | - | - | - | - | - |
| 1 367 | 1 375 | - | - | - | - | - | - | - |

## Lieux et monuments
- Maison forte et sa chapelle (XVe siècle) ;
- Oratoire Saint-Antoine (XVe siècle) ;
- Chapelle Notre-Dame (XVIIe siècle) ; rue de Franche-Comté (La Marchotte) ;
- Croix (XIXe siècle), rue de Franche-Comté (La Marchotte) et rue d'Auxonne ;
- Église Saint-Barthélemy (XIXe siècle), place Liberté ;
- Fontaine (XIXe siècle), rue de Saint-Léger ;
- Gare (XIXe siècle), de l'ancienne ligne de Gray à Saint-Jean-de-Losne, rue de la Gare (La Marchotte) ;
- Monument aux morts (XXe siècle), rue du Général de Gaulle
- Pont Camille Baudry (XXe siècle), rue du Pont (La Marchotte) ;
- Puits (XIXe siècle), rue de Saône ;
- Stèle (XXe siècle), érigée à la mémoire de Marcel Farat, résistant fusillé à Lamarche le 19 août 1944 ;
- Étangs du Fourneau et du Milieu, rue des Étangs (La Marchotte) ;
- Saône.

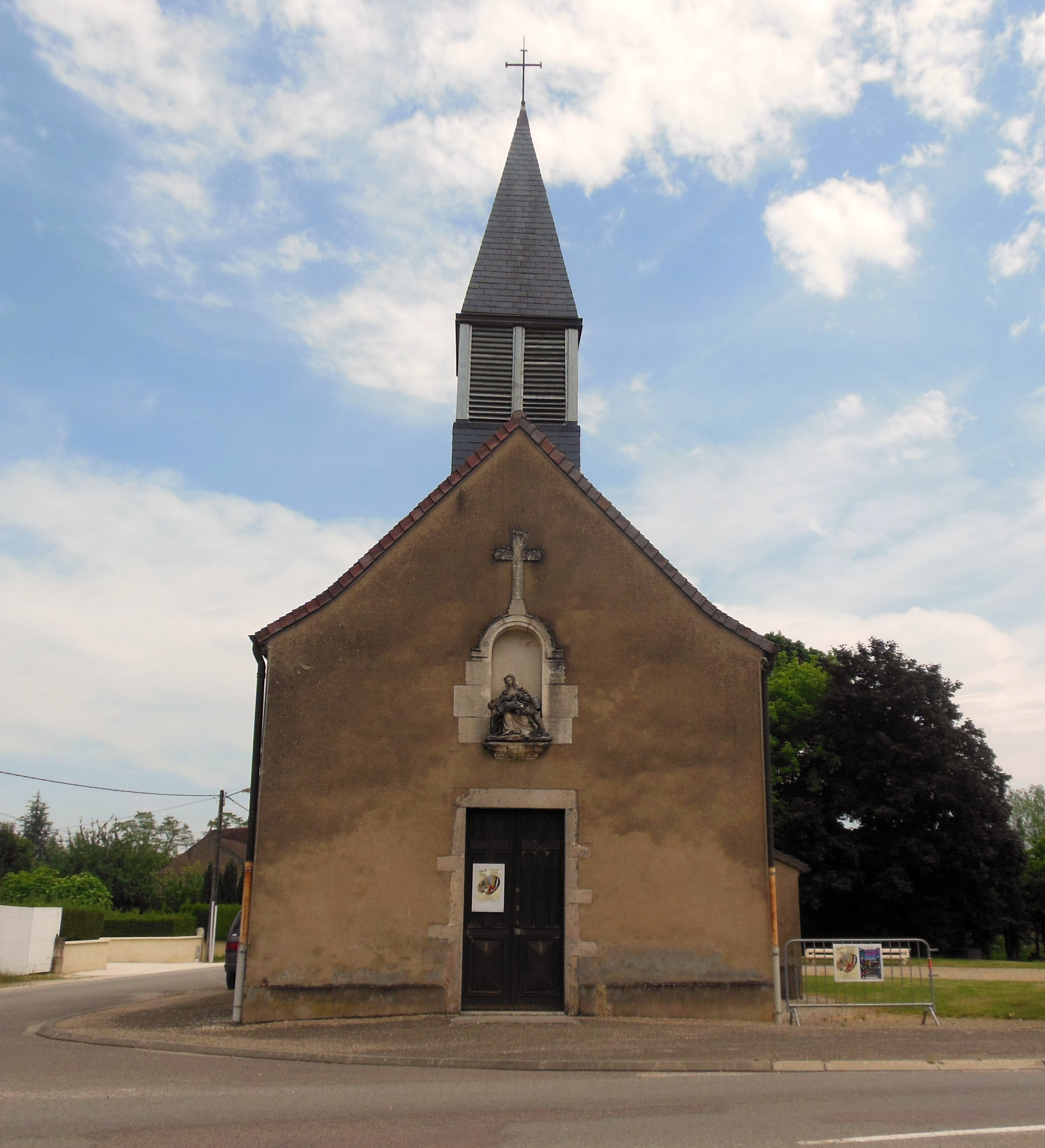
Chapelle Notre-Dame de La Marchotte.
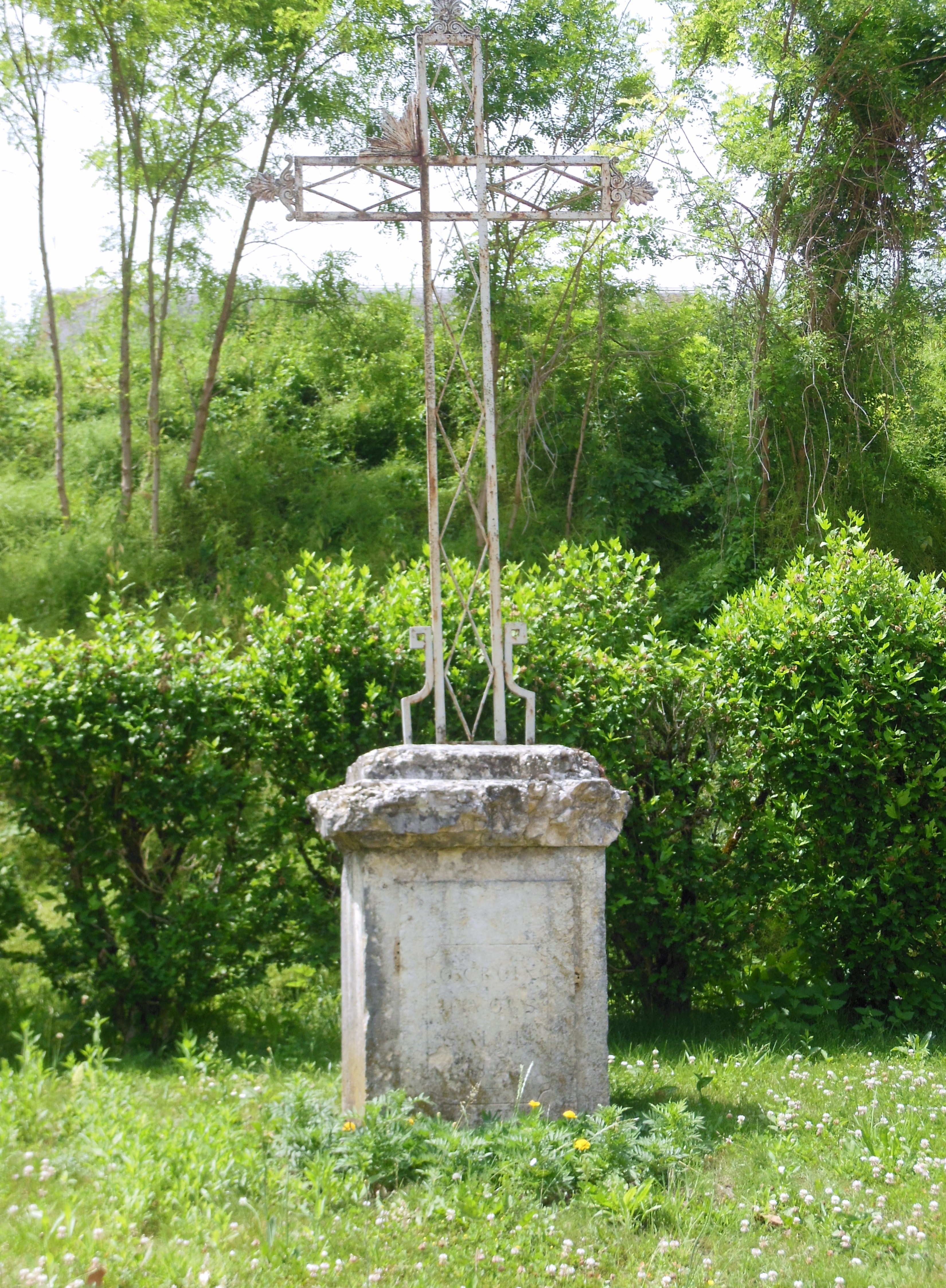
Croix de La Marchotte.
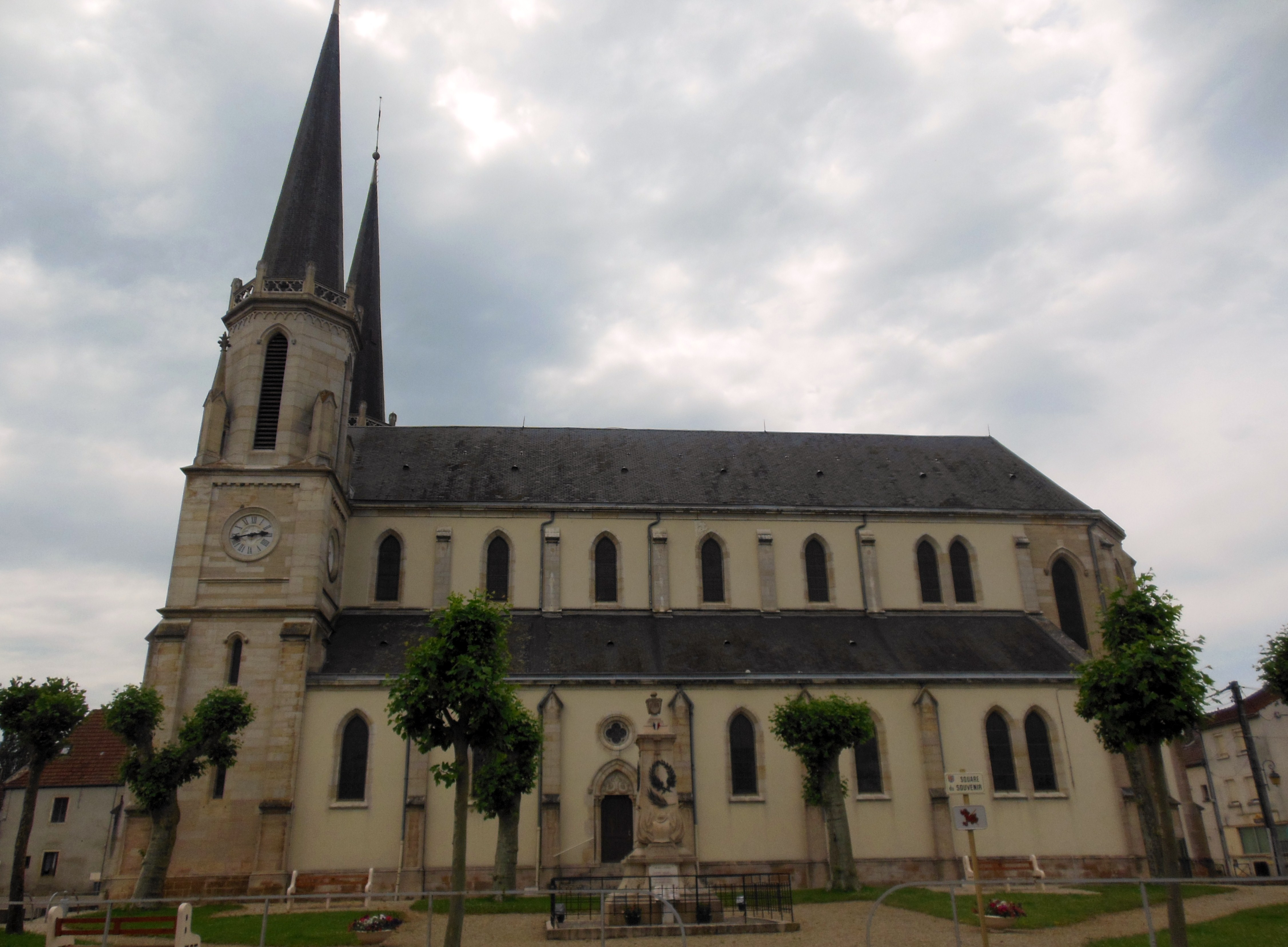
Église Saint-Barthélemy.
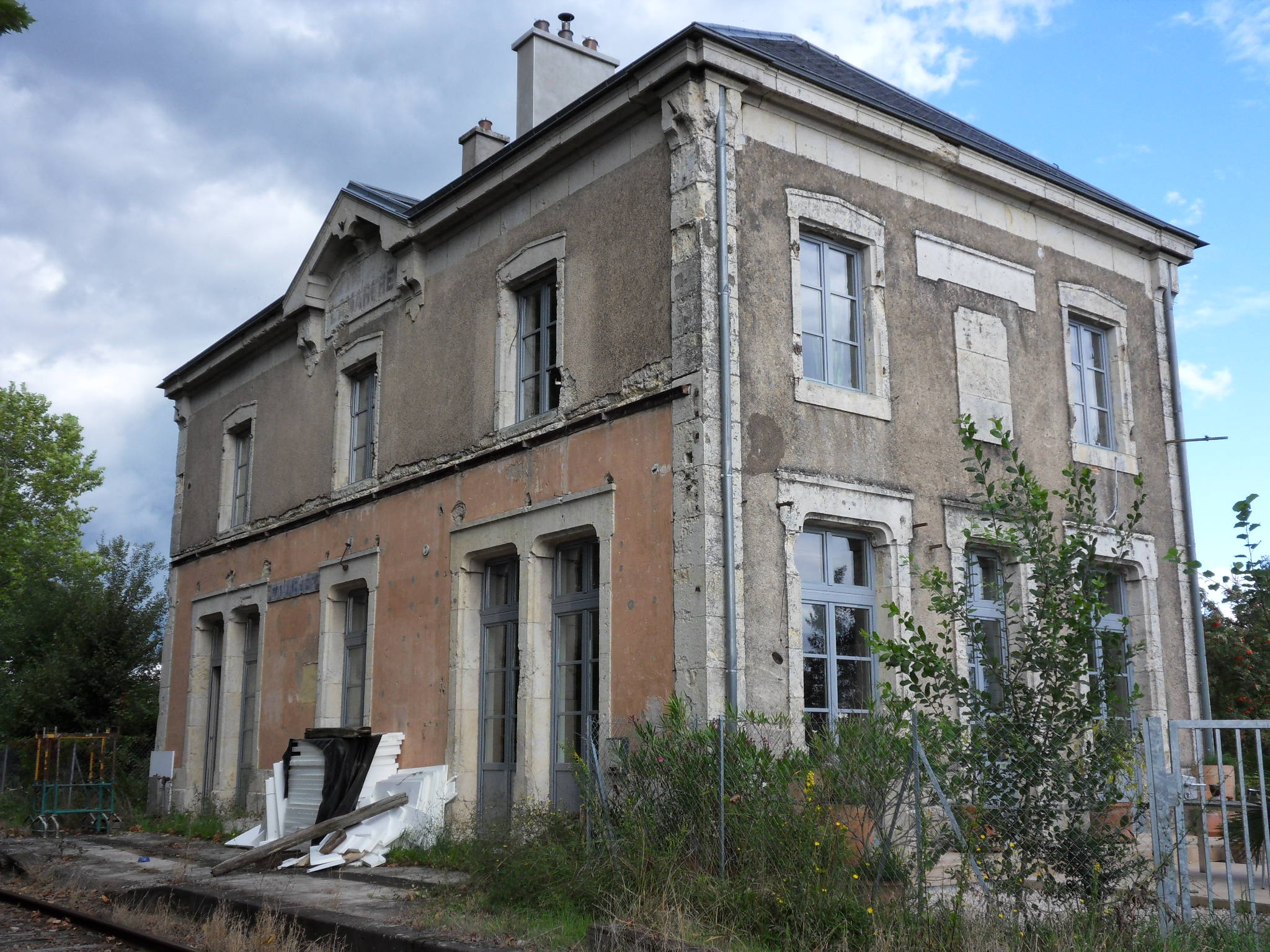
Gare ferroviaire.
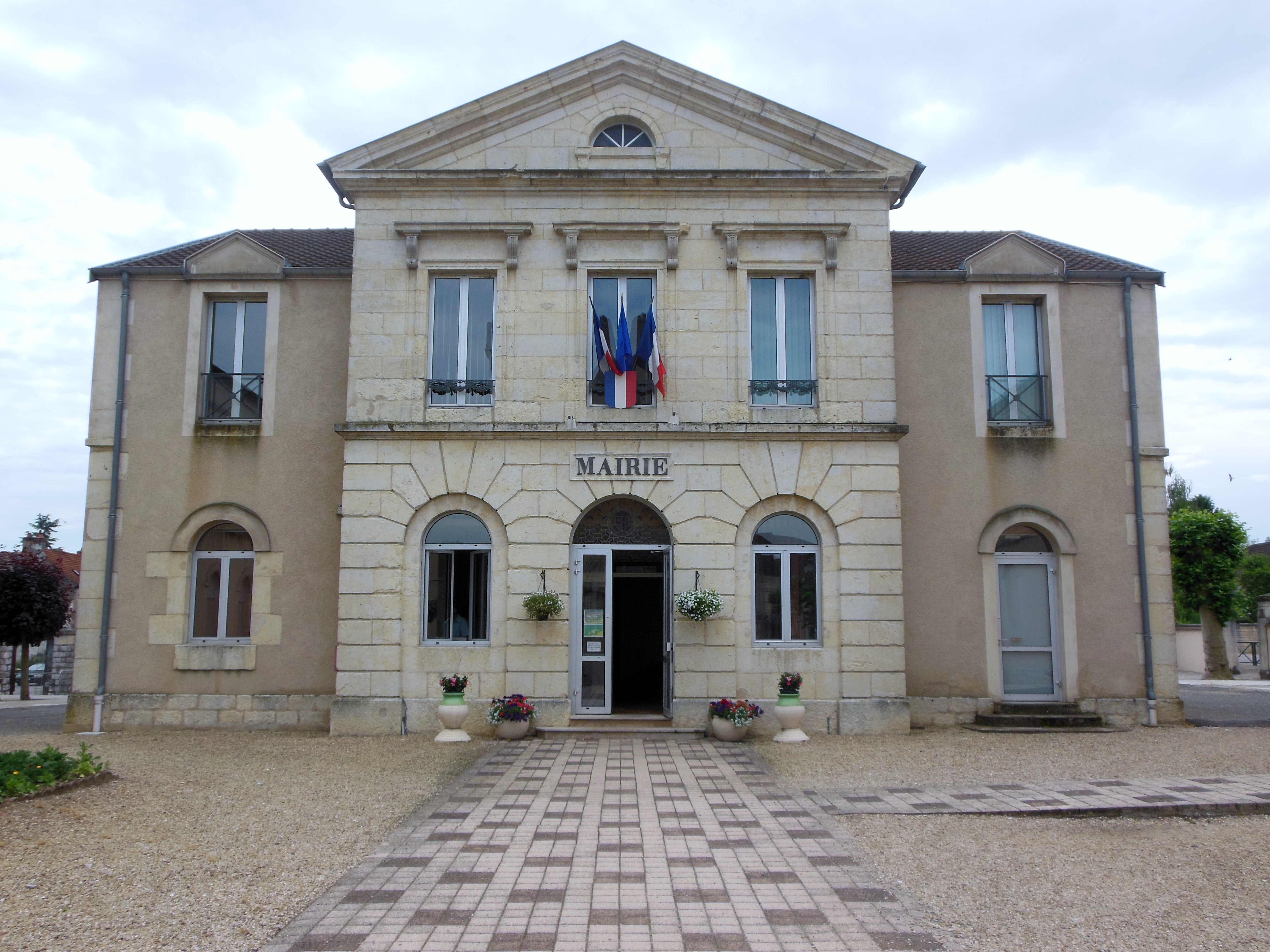
Mairie.
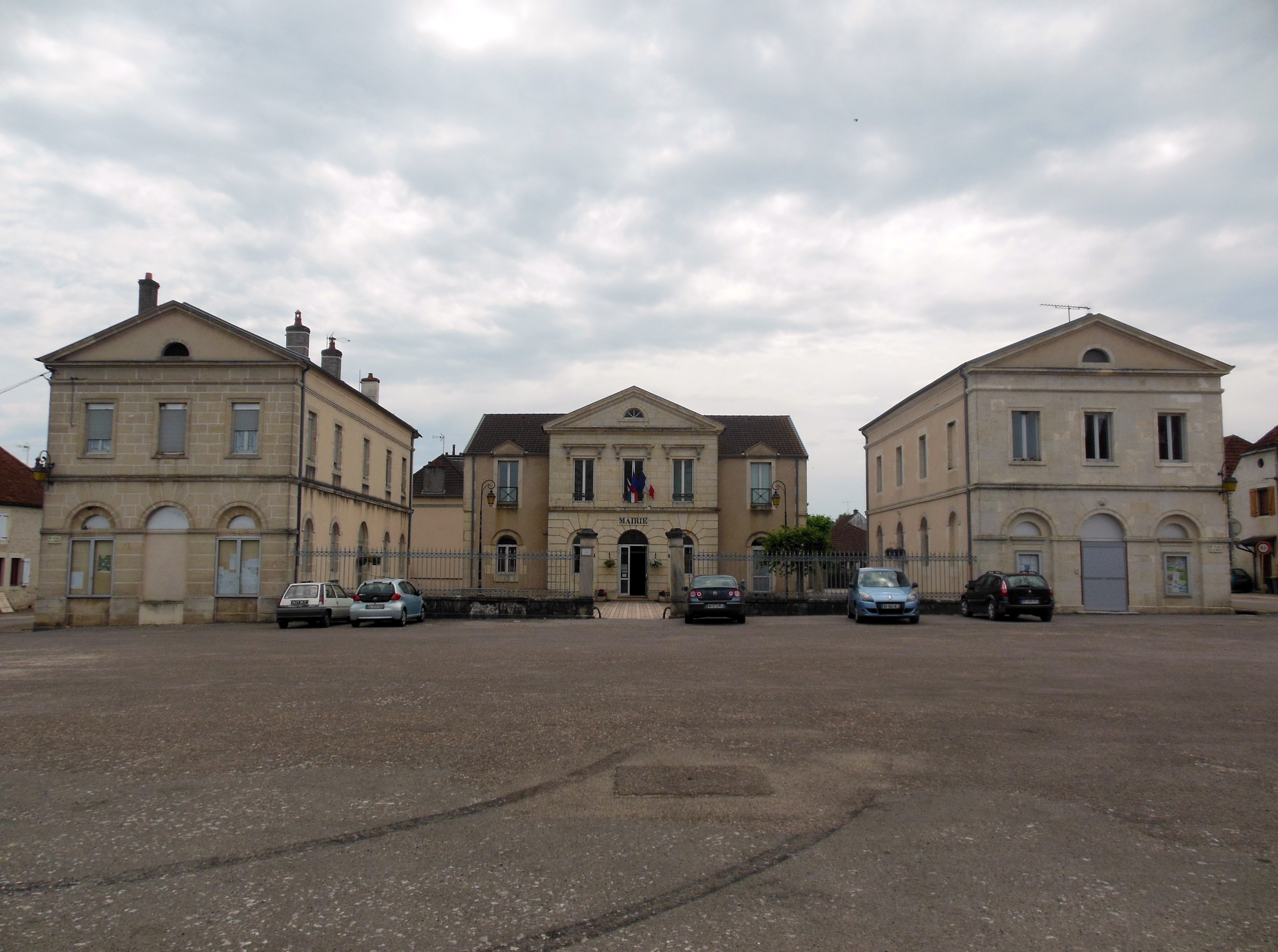
Place Liberté.
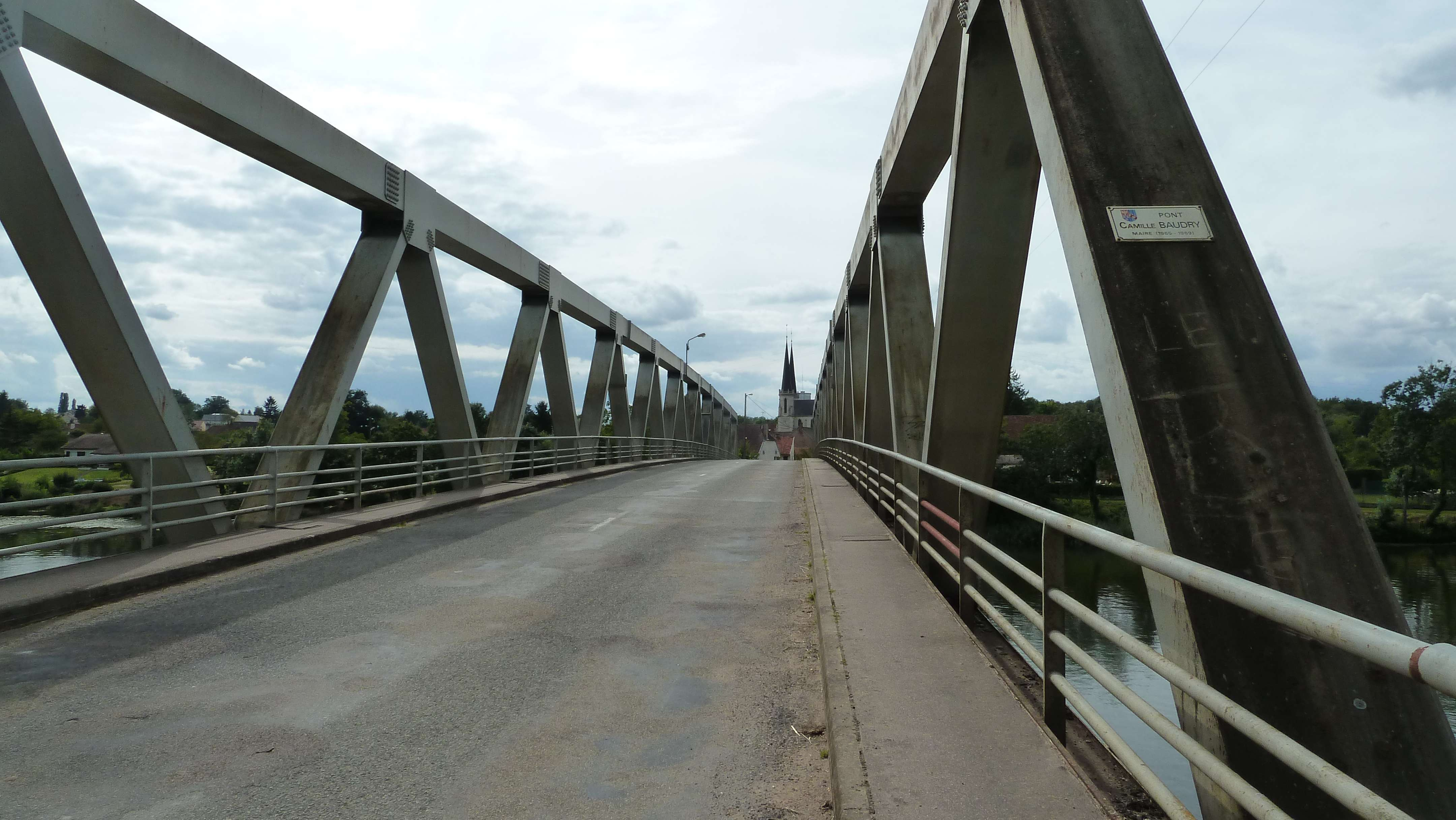
Pont Camille-Baudry.
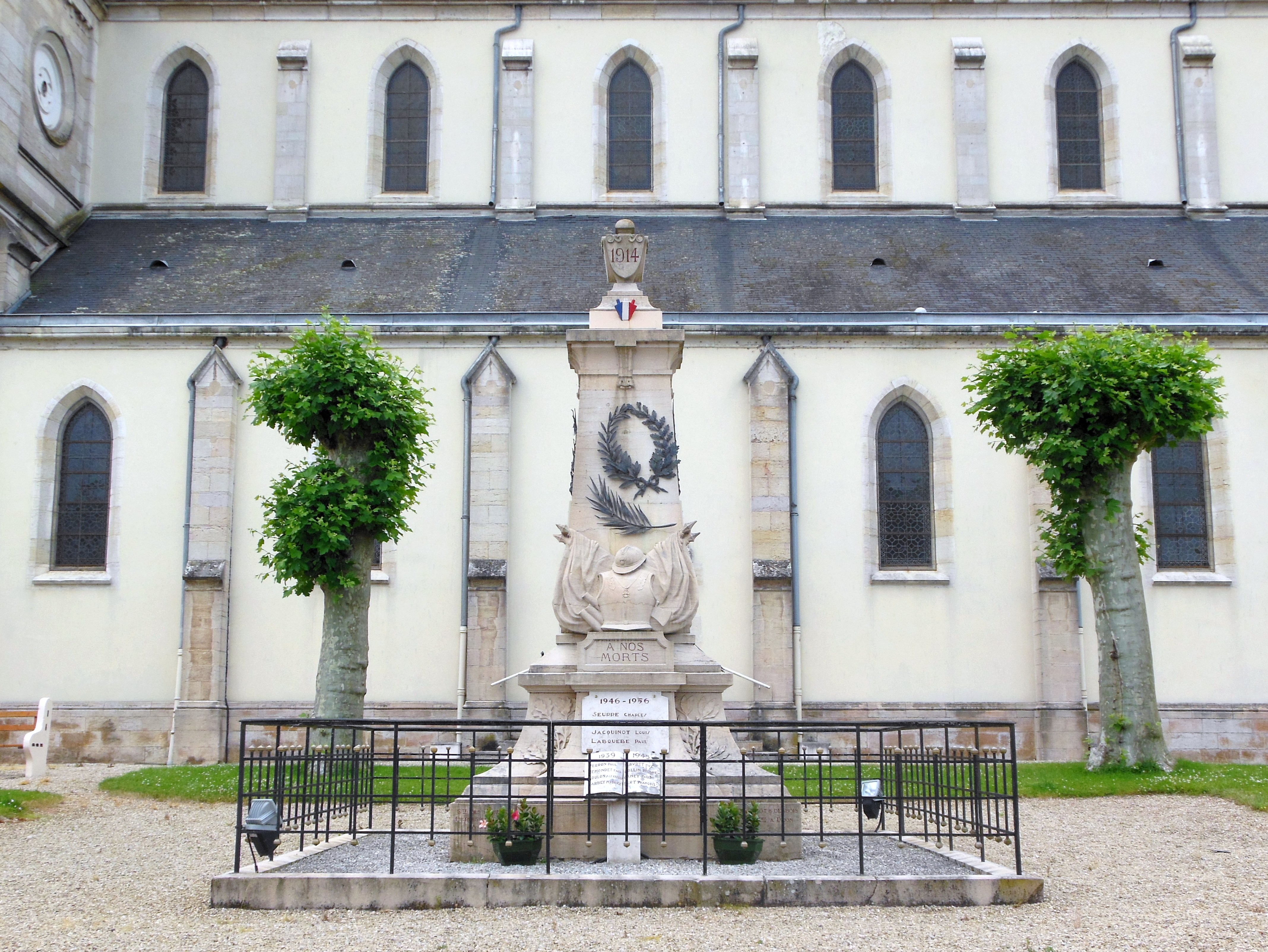
Monument aux morts.
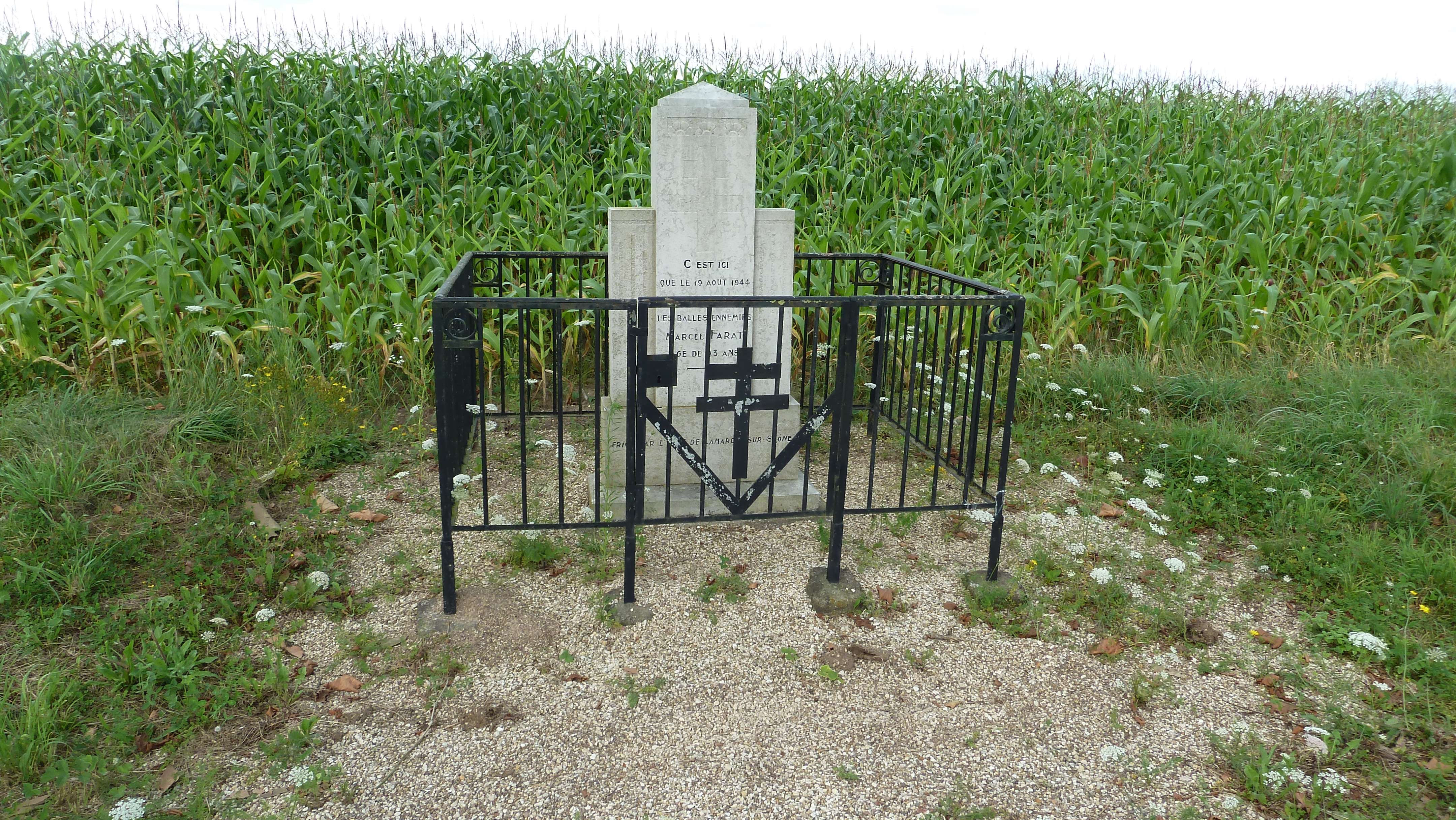
Stèle Marcel-Farat.
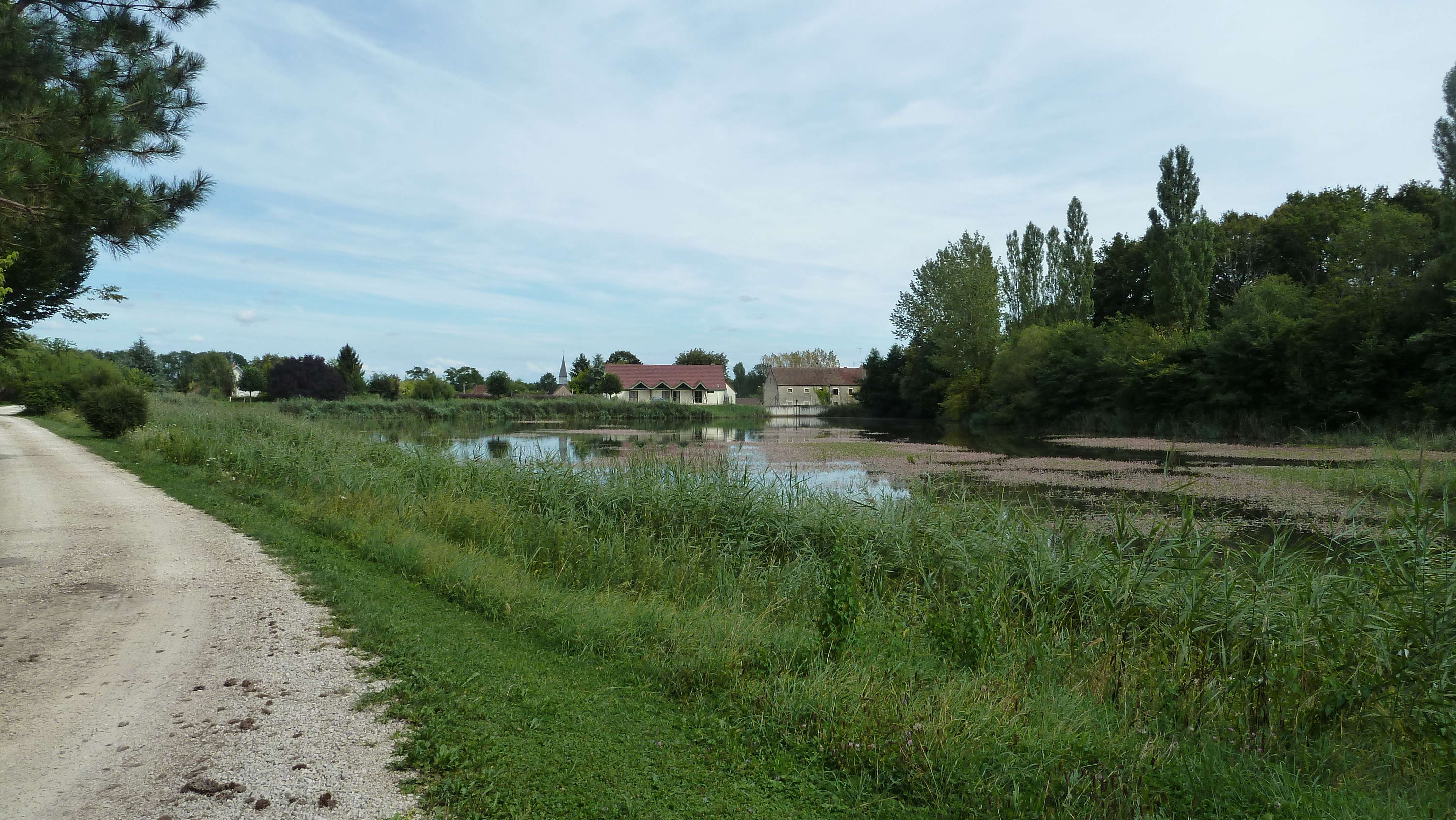
Étang du Fourneau.
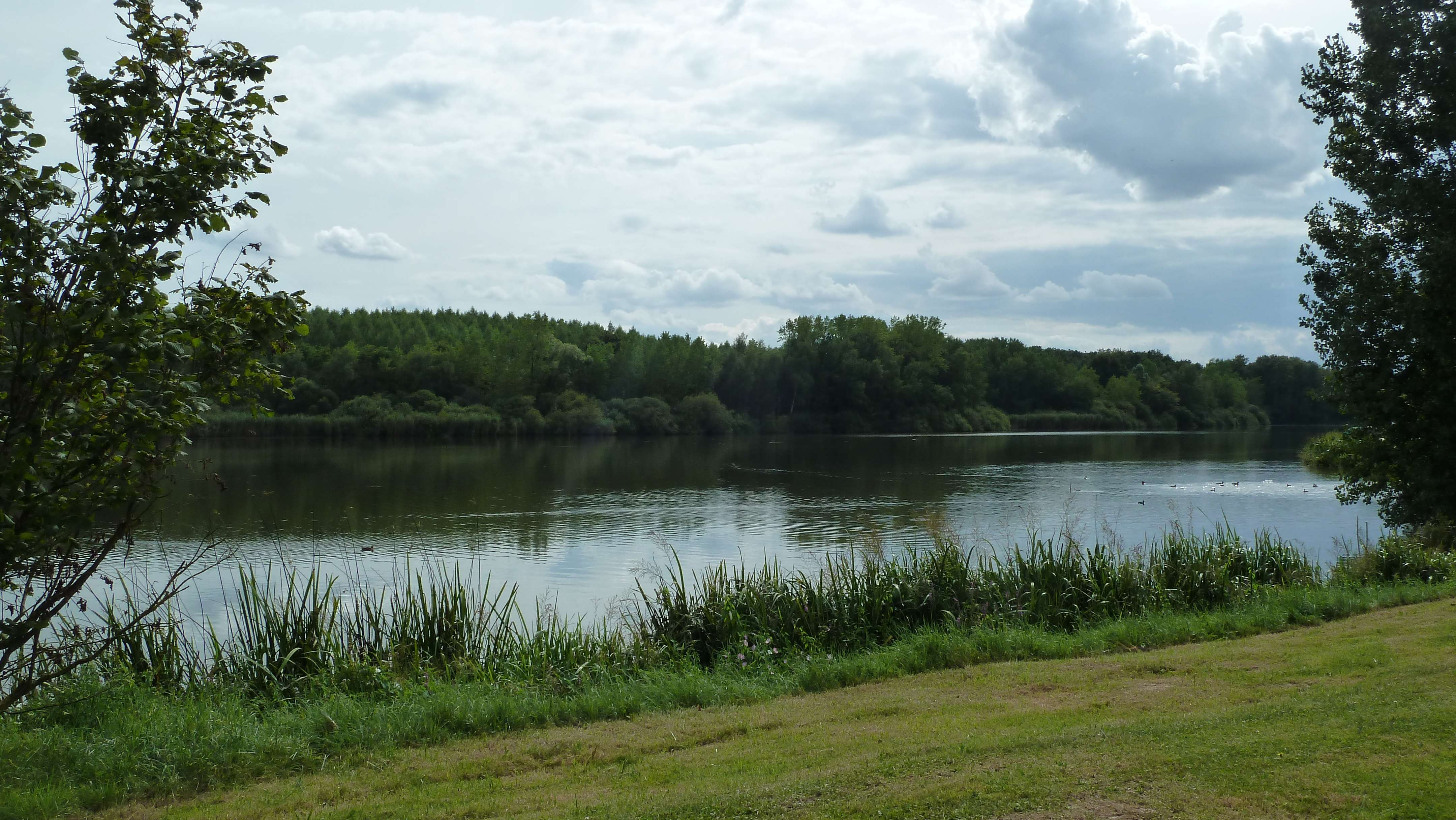
Étang du Milieu.
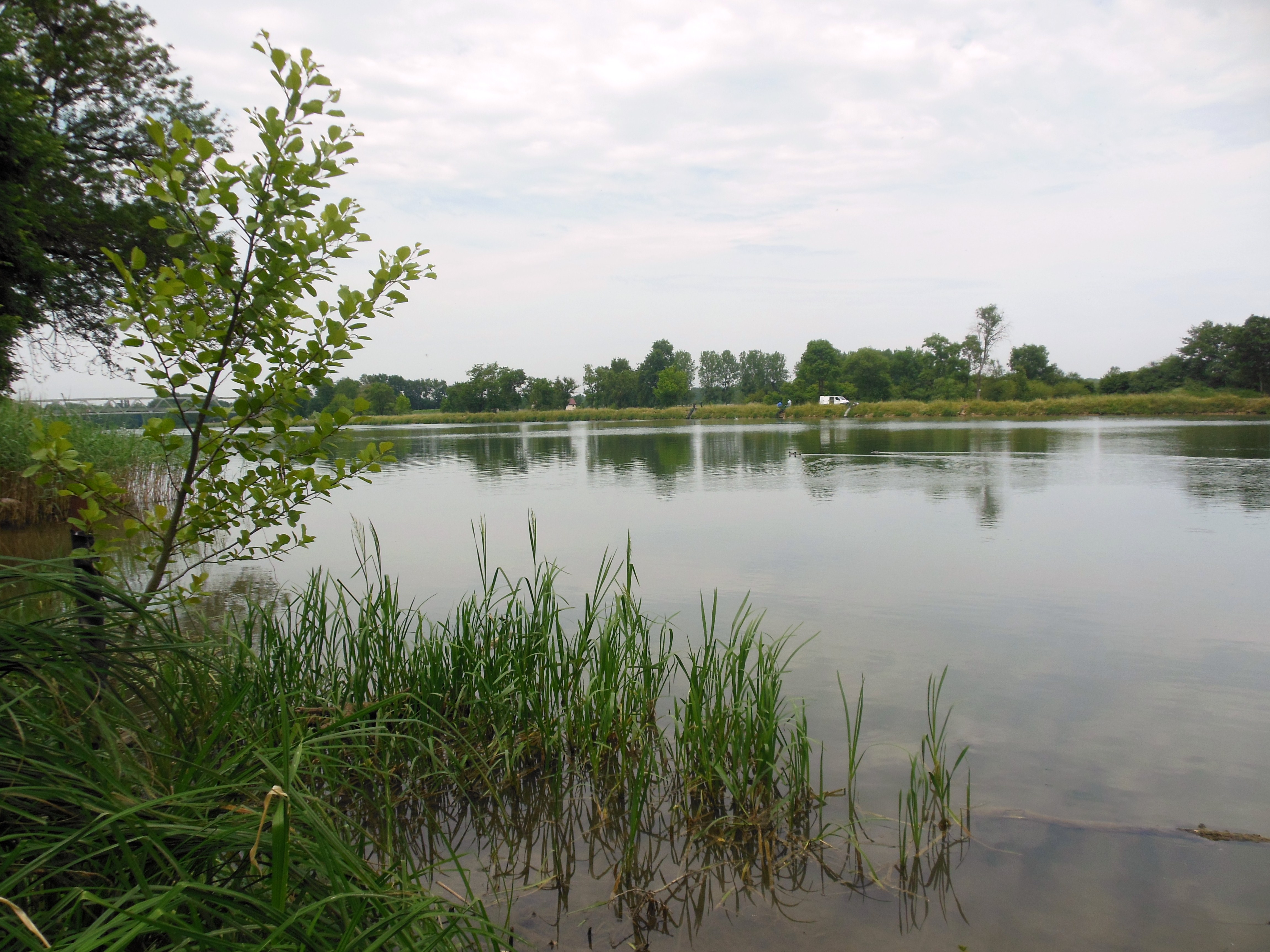
La Saône (imp. de Thorey).

## Personnalités liées à la commune
- Guillaume de Pontailler, sire de Lamarche en 1250.
- Famille de Pontailler, sires de Lamarche, dont Simon, qui affranchit les habitants en 1286.
- Famille de Grantson, sires de Lamarche succédant aux précédents jusqu'en 1514.
- Famille de Vienne et de Baume-Montrevel, sires de Lamarche, succédant aux précédents.
- Famille de Saulx-Tavannes, sires de Lamarche de 1570 à 1747.
- Famille de Durfort, sires de Lamarche jusqu'à la Révolution.
- Jean-Baptiste Millière (1817-1871), journaliste et homme politique né à Lamarche-sur-Saône,  député de la Seine à l’Assemblée nationale.
- Maurice Marcy, cycliste, né à Lamarche en 1932.

NB : une erreur souvent commise fait naître le dignitaire, diplomate, officier et poète et chroniqueur Olivier de La Marche à Lamarche-sur-Saône. Il est en réalité natif du hameau de la Marche (auj. Villegaudin), en Bresse.

## Héraldique
| Blason de Lamarche-sur-Saône | Blason  | Parti : au 1er coupé au I de gueules à l'aigle d'or, au II d'azur à trois roses d'or, au 2e mi-parti, palé d'azur et d'argent de huit pièces et à la bande de gueules chargée de trois coquilles d'or, brochant sur le palé. |
| Blason de Lamarche-sur-Saône | Détails | Le statut officiel du blason reste à déterminer. |